# Какпацький сільський округ (Райимбецький район)
Какпа́цький сільський округ (каз. Қақпақ ауылдық округі, рос. Какпакский сельский округ) — адміністративна одиниця у складі Райимбецького району Алматинської області Казахстану. Адміністративний центр — село Какпак.
Населення — 2127 осіб (2021; 3321 у 2009, 3641 у 1999, 4240 у 1989).
Станом на 1989 рік існувала Какпацька сільська рада (села Какпак, Кокбел).

## Склад
До складу округу входять такі населені пункти:
| Населений пункт | Населення, осіб (1989) | Населення, осіб (1999) | Населення, осіб (2009) | Населення, осіб (2021) |
| --------------- | ---------------------- | ---------------------- | ---------------------- | ---------------------- |
| Какпак, село    | 2952                   | 2561                   | 2300                   | 1522                   |
| --Бригада 3     | -                      | -                      | -                      | 10                     |
| Кокбел, село    | 1288                   | 1080                   | 1021                   | 595                    |